# 總統令 (中華民國)
總統令，是中華民國總統依據《中華民國憲法》相關規定，用以公布法律、預算、條約及中央政府總預算的行政命令。依《中華民國憲法》規定，總統發布命令，必須經行政院院長副署，或是經行政院院長及有關部會首長副署。不同於中華民國臨時政府、北洋政府的大總統令、大元帥令及國民政府的國民政府令。

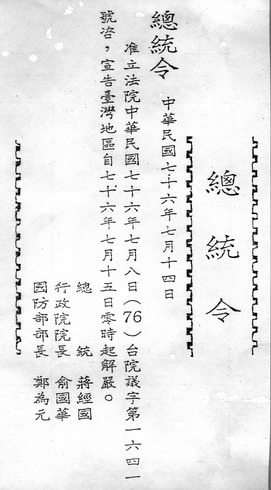
1987年（民國76年）7月14日，時任總統蔣經國發布總統令、行政院院長俞國華、國防部部長鄭為元副署，宣布自次日零時起解嚴。

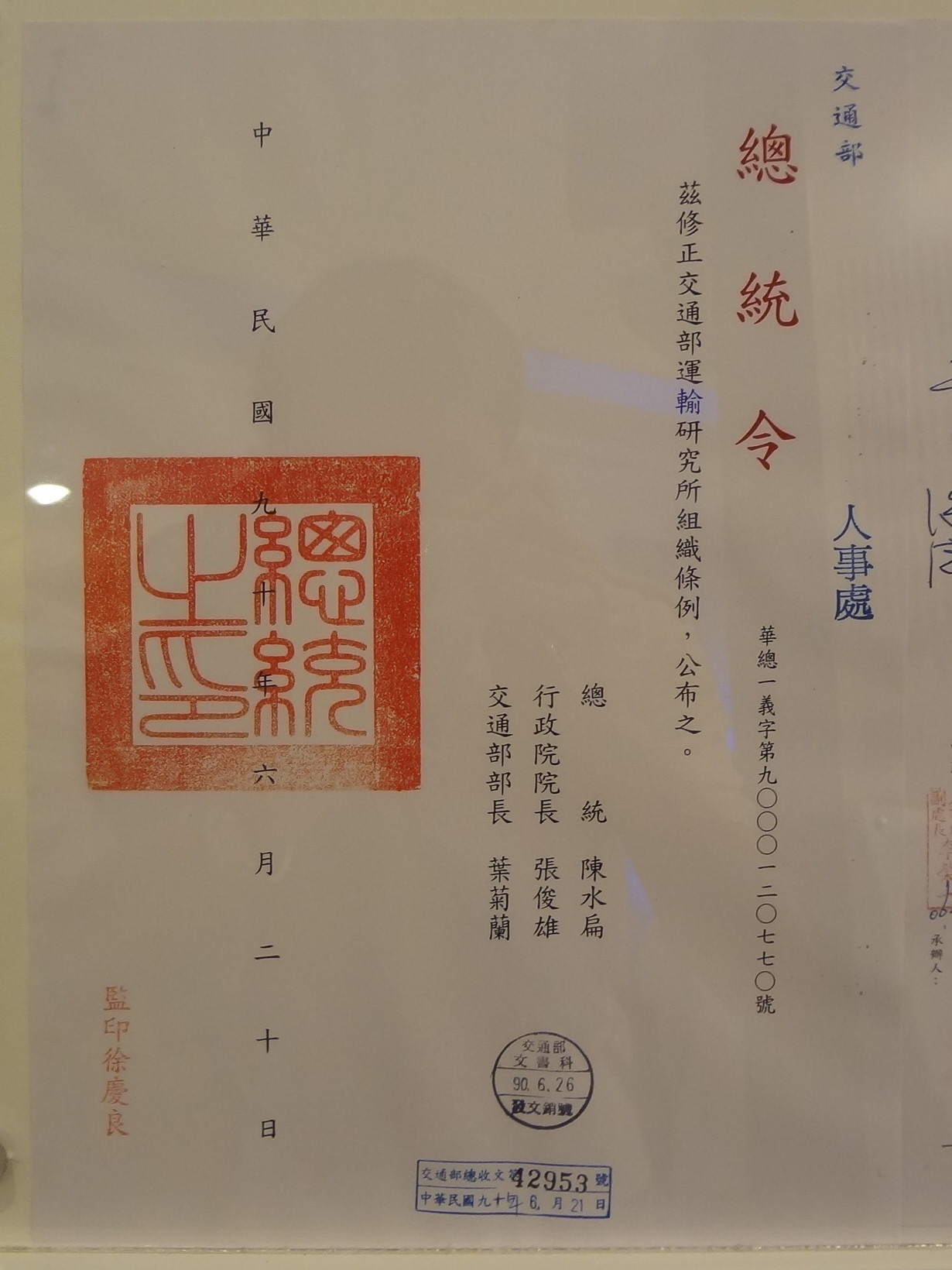
2001年（民國90年）6月20日，時任總統陳水扁發布總統令、行政院院長張俊雄、交通部部長葉菊蘭副署，修正公布《交通部運輸研究所組織條例》。左方蓋中華民國總統之印。

## 發布
中華民國總統發布總統令的時機，包括：
公布法律、預決算、條約
根據《中華民國憲法》第三十七及相關法律規定，公布法律、預算、條約，以及公告中央政府總決算。依法規定，總統發布命令須要經行政院院長的副署；或是，經行政院院長及有關部會首長的副署。
締約、宣戰、媾和
根據《中華民國憲法》第三十八條規定，總統與外國行使締結條約、宣戰或媾和。
宣布戒嚴
根據《中華民國憲法》第三十九條規定，總統宣布戒嚴。此令須經立法院的通過或追認。立法院認為必要時，得決議移請總統解嚴。 在動員戡亂時期，總統經行政院會議的決議，發布緊急處分，不受此條文所規定程序的限制。
赦免
根據《中華民國憲法》第四十條規定，總統行使大赦、特赦、減刑及復權。
任免官員
根據《中華民國憲法》第四十一條規定，總統任免文武官員。 《中華民國憲法增修條文》（2004年立法，2005年公布）增修，總統發布行政院院長的任免命令、依憲法經立法院同意任命人員的任免命令、及經立法院同意解散立法院的命令，不適用憲法第三十七條規定，無須行政院院長的副署。
授與榮典
根據《中華民國憲法》第四十二條規定，對中華民國國家及社會有重大貢獻者，總統可授與勳章、明令褒揚、題頒匾額。 總統亦可贈勳與外國人士，以之為敦睦邦誼之禮。
發布緊急命令
根據《中華民國憲法》第四十三條規定，立法院休會期間，國家遇有天然災害、緊急危難或重大變故，為免重大損失須急速處理時，總統經行政院會議的決議，依《緊急命令法》發布緊急命令。發布命令後一個月內，須提交立法院追認；立法院不同意時，該緊急命令將立即失效。
然而，中華民國行憲以後，總統並未曾依此條文規定發布過緊急命令，立法院也未曾制定過《緊急命令法》。因為，從1948年5月10日起至1991年4月30日期間，實施《動員戡亂時期臨時條款》，憲法第四十三條已被凍結，總統經行政院會議的決議發布緊急處分，不受此條文所規定程序的限制。在這段期間總統曾發布三次緊急命令。
動員勘亂時期結束後，時任總統李登輝曾因1999年9月臺灣發生九二一地震依《中華民國憲法增修條文》發布「民國八十八年九月二十五日總統緊急命令」，為總統直選後首度且唯一一次發布總統緊急命令。八八風災期間亦曾有發布緊急命令的討論，然而時任總統馬英九決定以《災害防救法》執行，並未發布。COVID-19期間也曾有發布緊急命令的討論，然而總統蔡英文決定以立法院制定法律（特別條例）執行，並未發布。
《中華民國憲法增修條文》（2004年立法、2005年公布）增修，總統為決定國家安全有關大政方針，得設國家安全會議及所屬國家安全局，其組織以法律定之。同時，發布命令的追認期限由一個月內，修改為十天之內。

## 另見
- 臺灣省戒嚴令
- 中華民國憲法
- 中華民國法律
- 中華民國行政命令
- 中華民國總統之印
- 中華民國國璽

## 外部連結
- 中華民國總統府總統令 公布法律、預決算、條約 （页面存档备份，存于）
- 中華民國總統府總統令 任免官員 （页面存档备份，存于）
- 中華民國總統府總統令 授與榮典 （页面存档备份，存于）